# Панамериканізм
Панамериканізм — політична доктрина, що пропагує створення військово-політичного блоку всіх країн Америки під зверхністю США, або доктрина, в основу якої покладено ідею про спільність історії, економіки і культури США та інших країн американського континенту.

## Історія
Боротьба за незалежність країн Латинської Америки після 1810 єднала, особливо в Південній Америці, де Сімон Болівар в північних і Хосе де Сан-Мартін у південних країнах діяли спільно. Франсіско Морасан короткочасно очолював Федеральну Республіку Центральної Америки. Ранні південноамериканські панамериканісти надихались війною за незалежність північноамериканських штатів, в якій колонії боролися спільно і здобули незалежність. У Сполучених Штатах Генрі Клей і Томас Джефферсон виклали принципи панамериканізму на початку 1800-х років і незабаром Сполучені Штати оголосили через доктрину Монро нову політику невтручання європейських країн у справи Америки.
У дев'ятнадцятому столітті в Латинській Америці зріс військовий націоналізм. 1830 року Венесуела і Еквадор відокремились від Великої Колумбії, Центральноамериканська Федерація розпалась 1838 року, Аргентина і Бразилія постійно боролися за Уругвай, а потім всі три держави об'єднались у Троїстий союз (1865—1870), щоб у війні перемогти Парагвай; в Тихоокеанській війні (1879—1883) Чилі перемогла Перу і Болівію. Тим не менш, в цей час панамериканізм існував як серія Міжамериканських конференцій, які відбулись в Панамі (1826), Лімі (1847), Сантьяго (1856), і Лімі (1864). Основна мета цих зустрічей полягала в організації спільної оборони. Перша сучасна Панамериканська конференція, що відбулася у Вашингтоні (1889—1890), з усіма країнами, представленими за винятком Домініканської Республіки. Було прийнято договори про арбітраж спорів та коригування тарифів і створено Комерційне бюро американських республік, які стали Панамериканським Союзом. Наступні зустрічі проходили в різних містах Латинської Америки.

## Еволюція панамериканізму
Запланованого полегшення торговельних зносин не відбулося, проте зросла співпраця в таких галузях, як охорона здоров'я (Панамериканська організація охорони здоров'я), географія та історія (Панамериканський інститут географії та історії), захист дітей та прав дітей (Міжнародний Американський інститут захисту дітей), прав жінок (Міжамериканська комісія у справах жінок), корінної політики (Міжамериканський інститут корінних народів), сільське господарство (Міжамериканський інститут сільськогосподарських наук), колективної континентальної оборони (Міжамериканський договір взаємної участі), економічної допомоги (Міжамериканський банк розвитку), прав людини (Міжамериканський суд з прав людини), будівництво об'єктів інфраструктури (Панамериканського шосе) і з підтримання миру (Міжамериканські сили підтримання миру).
Американські держави також затвердили дипломатичні і політичні правила, що регулюють такі відносини між країнами: порядок вирішення спорів, мирне врегулювання конфліктів, військове невтручання, рівність держав-членів незалежно від внутрішнього устрою у взаємних відносинах, рішення шляхом прийняття резолюцій ухвалених більшістю, визнання дипломатичного захисту, кодексу міжнародного приватного права (кодексу Бустаманте), Міжамериканської системи прав людини (Американська декларація про права і обов'язки людини, Міжамериканської комісії з прав людини разом з її протоколами і додатковими конвенціями, Міжамериканської демократичної хартії Організації американських держав.